# Protestas por la muerte de Nahel Merzouk
Las protestas por la muerte de Nahel Merzouk fueron una serie de revueltas y desórdenes civiles en Francia. Los disturbios comenzaron el 28 de junio de 2023 a raíz de la muerte de Nahel Merzouk a manos de un oficial de policía cuya identidad no se ha revelado. Los disturbios y los incendios provocados continuaron por segundo día.
Casi todo lo que representa el Estado fue atacado (comisarías, transportes públicos, etc). Los ataques a lo público se combinaron con los saqueos a centros comerciales. Un hombre de 27 años murió el 2 de julio al margen de los disturbios, probablemente por disparos de la policía.

## Causas
Aunque la violencia policial parece haber sido el detonante, los alcaldes de las ciudades pobres creen que las condiciones de vida de la población son el verdadero origen de los disturbios. La alcaldesa de Chanteloup-les-Vignes, Catherine Arenou (LR), declaró: Lo que veo es que la población de 2023 no es la misma que en 2005: es cada vez más pobre. Antes aún teníamos un poco de movilidad social ascendente. Ahora veo que los hijos no viven tan bien como los padres. Según Philippe Rio (PCF), alcalde de Grigny, En 2005 ya hablábamos de pobreza extrema. Pero el Covid ha empeorado aún más las cosas, y la inflación ha añadido una capa más. Lo que ha cambiado desde 2005, añade Philippe Rio, es que incluso los que trabajan ya no pueden salir adelante. Y los niños son testigos de ello, de la incapacidad de sus padres para llenar la nevera. Tienen la impresión de que se les ha relegado por completo.

### Disturbios relacionados con la policía francesa
Los disturbios franceses de 2005 fueron en reacción a la muerte de dos adolescentes musulmanes, electrocutados mientras se escondían de la policía en una subestación eléctrica. El entonces primer ministro Dominique de Villepin y su ministro del Interior Nicolas Sarkozy sugirieron que los niños eran ladrones, lo que hizo poco para calmar la situación. Jacques Chirac declaró el estado de emergencia, las protestas duraron tres semanas y más de 4000 personas fueron arrestadas.

### Perfiles raciales
El presunto uso de perfiles raciales en las paradas de tráfico y los controles de identidad es un problema recurrente. En 2016, el Tribunal de Casación falló en contra del Estado francés en relación con el perfil racial para los controles de identidad, dictaminando que la práctica era discriminatoria. Sobre esta base, en octubre de 2020, un tribunal civil parisino otorgó 58 500 euros a 11 demandantes que demandaron al Estado francés por violencia policial, controles de identidad injustificados y detenciones indebidas.

## Disturbios

### 27 de junio
Los disturbios fueron reportados por primera vez el 27 de junio después de la muerte de Nahel en Nanterre, que fue vista en todo el mundo a raíz de la difusión de un vídeo que recogía el momento del disparo, lo que alimentó aún más las revueltas. Hubo revueltas en Nanterre, donde el joven falleció, y también se reportaron protestas en París. Los alborotadores lanzaron fuegos artificiales y prendieron fuego a automóviles, paradas de autobuses y contenedores de basura, algunos de estos cerca de las vías de la línea RER A. Los disturbios se prolongaron hasta el día siguiente en Nanterre y otras localidades, incluyendo Clichy-sous-Bois, Colombes y Roubaix. Al final del día, hubo al menos veinte policías heridos, diez coches de policía dañados y treinta y un detenidos. En respuesta a la violencia en las calles, el gobierno francés desplegó, además de la Gendarmería, dos mil policías y soldados para hacer frente a los disturbios.

### 28 de junio

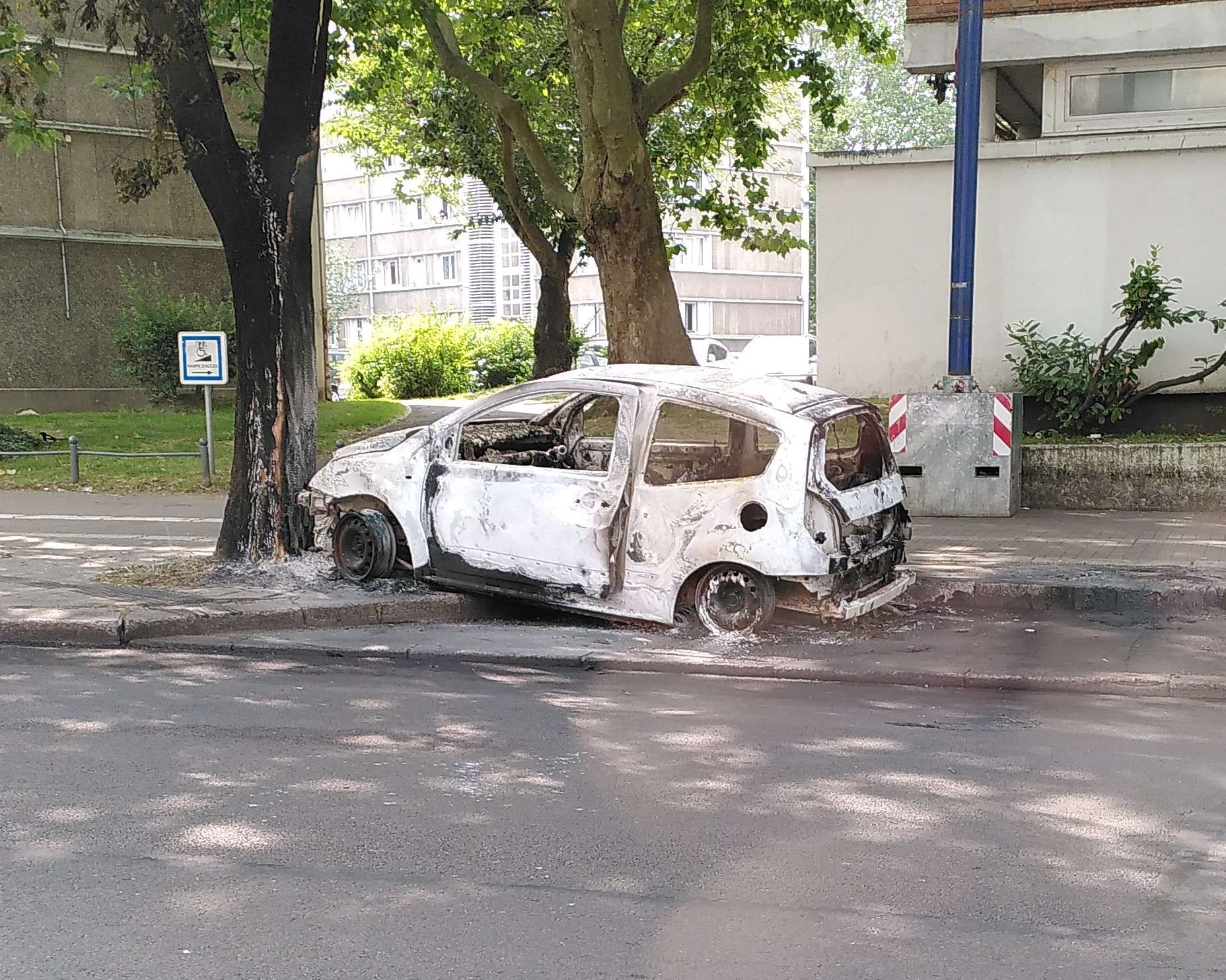
Un coche calcinado en Lille, durante la noche del 28 al 29 de junio de 2023.

Se registraron disturbios en Amiens, Dijon, Lyon, Lille, Saint-Étienne, Clermont-Ferrand y Estrasburgo, lo que significa que estos se extendieron más allá del área metropolitana de París. Los medios de comunicación franceses informaron de numerosos incidentes en la región del Gran París, donde se registró el uso de fuegos artificiales contra el Ayuntamiento de Montreuil, situado en el extremo oriental de la capital francesa. Además, la prisión de Fresnes también fue objetivo de los manifestantes, quienes lanzaron material pirotécnico contra ella. En Toulouse, los incendios provocados y los enfrentamientos entre cien manifestantes y la policía en el distrito de Reynerie se saldaron con trece detenidos y veinte vehículos quemados. Se registraron ataques contra veintisiete comisarías de la policía nacional, siete de ellas incendiadas, cuatro cuarteles de la gendarmería, catorce comisarías municipales, diez de ellas incendiadas, ocho ayuntamientos, seis escuelas y seis edificios públicos. Los enfrentamientos y la quema de vehículos continuaron en Nanterre; fueron atacadas comisarías de Suresnes, Bois-Colombes y Gennevilliers, así como comisarías municipales de Meudon. Se incendiaron mediatecas, una máquina de construcción en Clichy-sous-Bois, una escuela en Puteaux y un tranvía en Clamart. Además, se registraron saqueos en Colombes y se atacaron los ayuntamientos de Meudon y Châtenay-Malabry. En total, más de noventa edificios públicos sufrieron ataques durante la jornada. En París, se produjeron enfrentamientos en los distritos 18 y 19, mientras que en el distrito 15 se provocaron incendios.
En todo el país, al menos 150 personas fueron detenidas, 170 policías resultaron heridos y 609 vehículos y 109 edificios sufrieron daños.

### 29 de junio

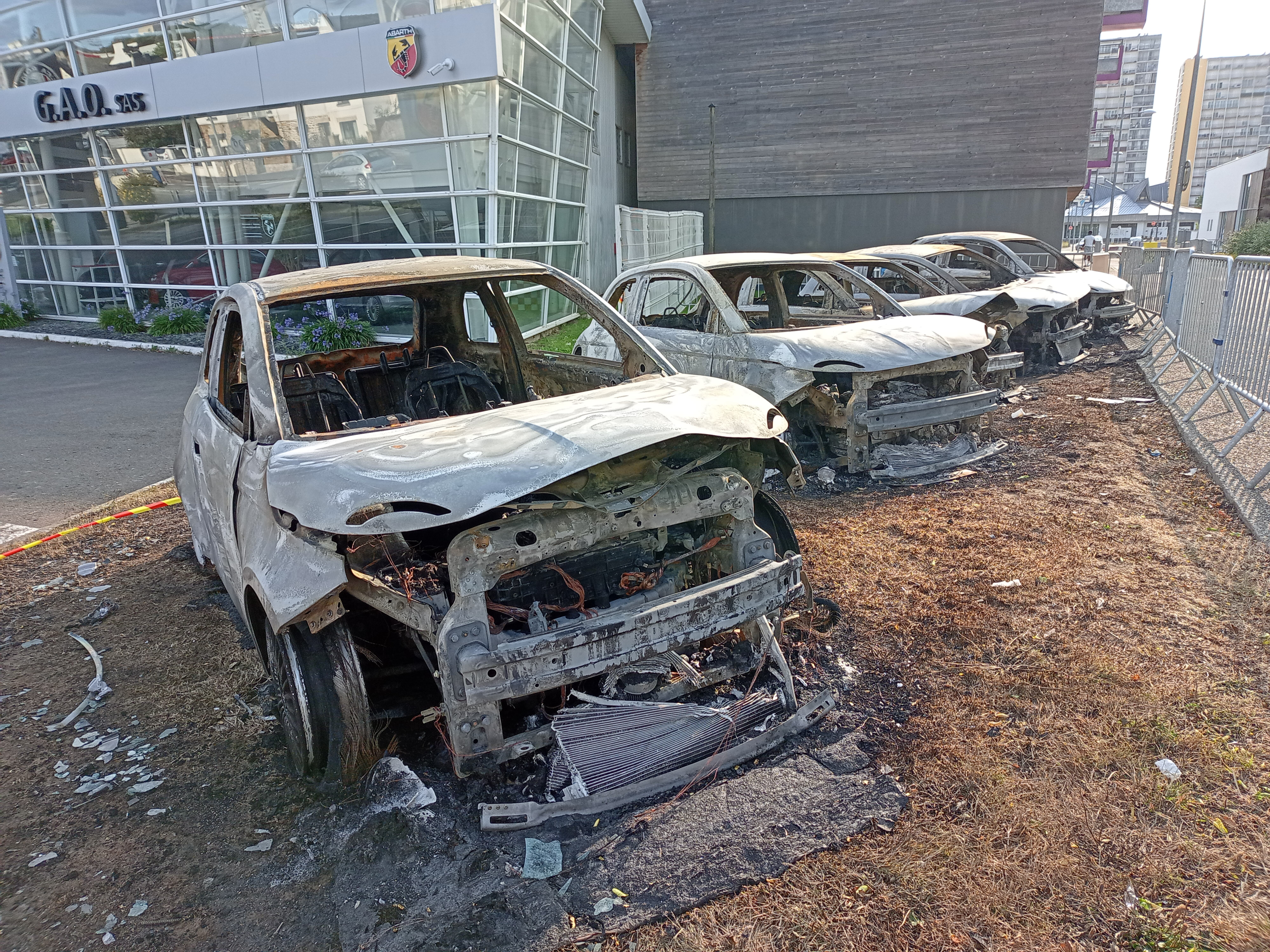
Vehículos incendiados en Brest el 29 de junio de 2023.

Más de seis mil doscientas personas participaron en una marcha de apoyo a la familia de Nahel en Nanterre. Por la tarde, estallaron las tensiones y se envió a la BRI al lugar de los hechos. Los autobuses y tranvías dejaron de circular por la tarde para evitar daños, y varios municipios como Clamart, Compiègne y Savigny-le-Temple aplicaron toques de queda, aunque en este último sólo se impuso a los menores de edad. También se informó de enfrentamientos con la policía y de más saqueos, incendios provocados y quema de neumáticos en París, Nanterre y Marsella. En Nantes, se empleó un coche deportivo como vehículo-ariete contra la fachada del supermercado LIDL de Bellevue Además, se informó de que los alborotadores incendiaron el ayuntamiento de Clichy-sous-Bois. Los disturbios se extendieron a Bruselas, la capital de Bélgica.
En todo el país, al menos 328 personas fueron detenidas durante los disturbios del 29 de junio.

### 30 de junio
Nueva noche de protestas y disturbios. En Marsella, se registra un incendió en la principal biblioteca pública de la ciudad.
El presidente de la República francesa, Emmanuel Macron, presidió la segunda célula de crisis con su gabinete, pero no se decidieron a decretar el estado de emergencia, como solicitaron varios grupos de la oposición. El ministro del Interior, Gérald Darmanin, ordenó parar todos los autobuses y tranvías del país a partir de las 21:00 horas.
Durante el día, los sindicatos Alianza Policía Nacional y Policía UNSA, habiendo obtenido casi la mitad de los votos en las últimas elecciones profesionales, describen en un panfleto belicoso a los manifestantes como «hordas salvajes», «dañinas», y advierten en tono amenazante al gobierno que sus acciones serán examinadas por la policía que estará en «resistencia». El comunicado es descrito como de carácter sedicioso y como un llamado a la guerra civil, por las principales fuerzas políticas de izquierda.. Después de esto, la rama de Educación de UNSA, así como Laurent Escure, el Secretario General de UNSA condenaron la declaración.
Los conciertos de Mylène Farmer para su gira Nevermore 2023 que se celebrarían el 30 de junio y el 1 de julio en el estadio de Francia en Saint-Denis son cancelados por la prefectura del departamento.
Una orden de la prefectura autoriza «la captura, grabación y transmisión de imágenes por medio de drones por la prefectura de policía en varias comunas» de Hauts-de-Seine y Seine-Saint-Denis, anuncia la prefectura de policía de París. Esta autorización es válida hasta las 6 a. m. del sábado 1 de julio.

### 1 de julio
El presidente de la República francesa, Emmanuel Macron, en vista de lo sucedido, decidió suspender su visita a Alemania. En la madrugada de este sábado, se desplegaron un total de 45.000 efectivos de las fuerzas de seguridad, 5.000 más que el día anterior. En Marsella, donde ya se habían observado manifestaciones virulentas, se asaltó una armería y se destruyeron numerosos comercios.

### 2 de julio
En L'Haÿ-les-Roses, alrededor de la 1:30 a. m., la casa de Vincent Jeanbrun, alcalde de la ciudad, donde dormían su esposa y sus dos hijos de 5 y 7 años, fue atacada por un automóvil en llamas. Los perpetradores también prendieron fuego al automóvil de la familia, antes de ser puestos a la fuga por la policía y los bomberos. La esposa de Vincent Jeanbrun se fracturó la rodilla en el vuelo mientras los alborotadores los perseguían. Uno de sus dos hijos pequeños también está herido.
En Lyon, un centenar de activistas de extrema derecha se reúnen frente al ayuntamiento antes de ser dispersados por la policía.

### 3 de julio
El grupo hacktivista Kromsec publica un documento que contiene los datos personales de magistrados y abogados, según ellos en respuesta a los disturbios. El Ministerio de Justicia presenta una denuncia

### 4 de julio
Una reunión programada para las 20 p. m. en Place Guichard en Lyon, está prohibida durante el día por la prefectura para evitar cualquier desbordamiento.

## Reacciones
En el mismo discurso donde Macron denunció las acciones policiales, también llamó a los manifestantes a ser pacíficos.  Macron pidió a los padres que ejercieran influencia sobre sus hijos. Criticó las redes sociales que promocionaban videos del conflicto urbano y se quejó de la violencia en los videojuegos que, según dijo, había "intoxicado" a algunos adolescentes.  El Ministerio del Interior instó a la calma después del primer día de disturbios. El alcalde de Nanterre, Patrick Jarry, aunque expresó "conmoción" por el video, declaró en una conferencia de prensa el 28 de junio que la prefectura había pasado por "uno de los peores días de su historia", instando a los ciudadanos a "detener esta espiral destructiva" y agregando que "queremos justicia para Merzouk; Lo obtendremos a través de la movilización pacífica".
Según el análisis de la BBC, las trece muertes relacionadas con la negativa a someterse a las paradas de tráfico el año anterior, junto con los efectos amplificadores de las redes sociales, hicieron del recuerdo de los disturbios en 2005 una razón clave por la que Macron y el establishment político francés reaccionaron rápidamente para calmar las cosas. Durante su presidencia, ya ha habido una "ira significativa en las calles" durante las protestas de los chalecos amarillos y las protestas resultantes de las reformas del sistema de pensiones francés.
Alliance Police nationale junto con el sindicato UNSA emitieron una declaración que decía: "Frente a estas hordas salvajes, ya no es suficiente llamar a la calma, debe imponerse". También afirmó que estaban "en guerra con las alimañas".
La Oficina de Derechos Humanos de las Naciones Unidas emitió una declaración el 30 de junio instando a Francia a abordar seriamente los "problemas profundamente arraigados del racismo y la discriminación racial" dentro de sus organismos encargados de hacer cumplir la ley, y para el 2 de julio, los Estados Unidos, Turquía, Canadá y varios países europeos, incluidos el Reino Unido y Noruega, habían recomendado precaución a sus ciudadanos en Francia. y advirtió a los turistas que se mantengan alejados de las áreas afectadas por las protestas.